# سكاي فيلا
سكاي فيلا، هو مشروع مبني يقع في الرياض، المملكة العربية السعودية. بدأ العمل على المشروع في 1 يناير 2009، واكتمل في 31 ديسمبر 2013. المبنى يتكون من 40 طابق، بارتفاع 200 متر (660 قدم).